# Castelo de Guardamar

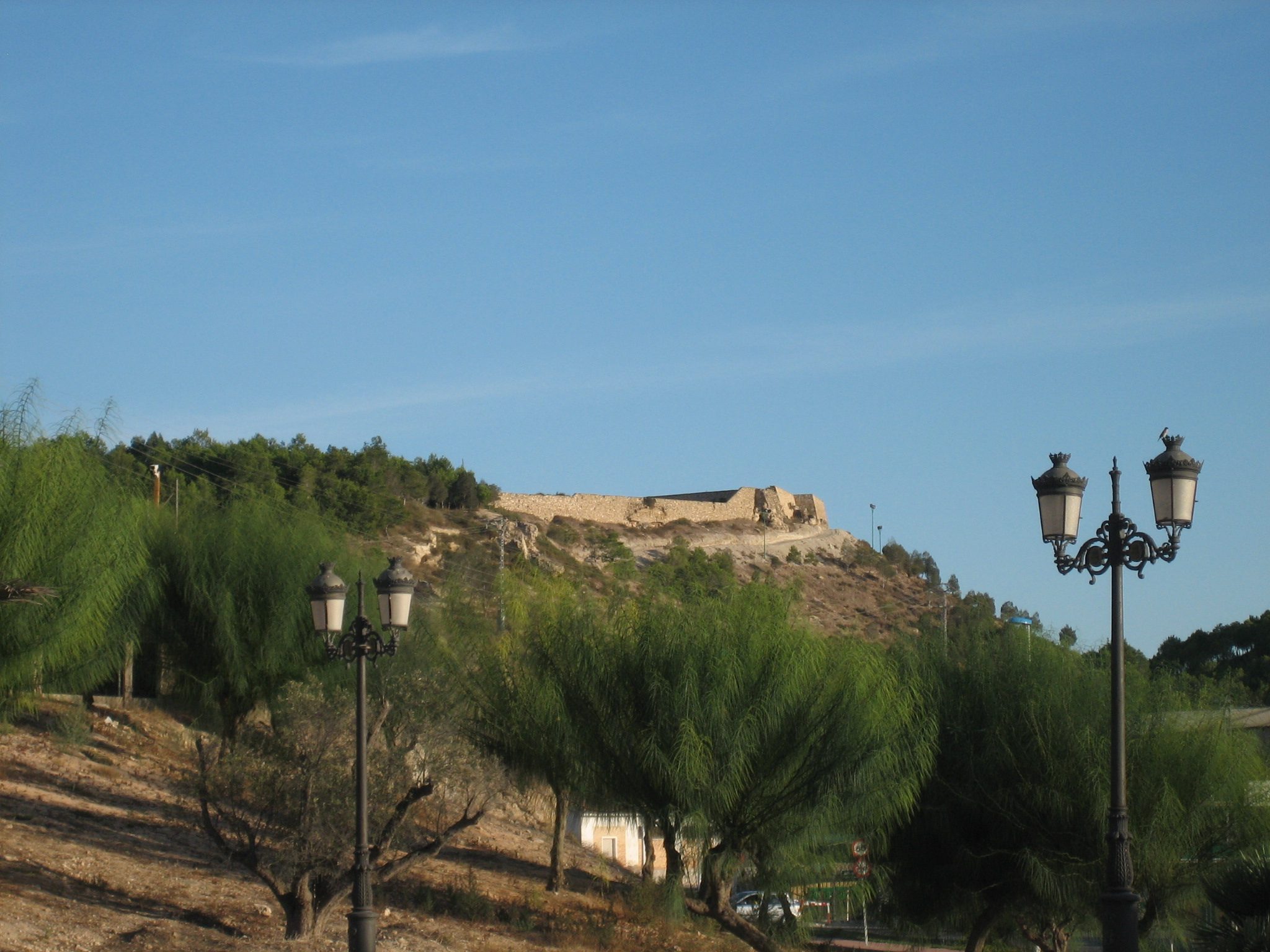
Castelo de Guardamar, Espanha: vista do flanco Norte.

O Castelo de Guardamar localiza-se no termo do município de Guardamar del Segura, na província de Alicante, na comunidade autónoma da Comunidade Valenciana, na Espanha.

## História
Em um monte rochoso, remonta a uma fortificação muçulmana.
Actualmente encontra-se em estado de ruína consolidada, tendo sido parcialmente reabilitado. prosseguiam as campanhas de escavações arqueológicas.

## Características
Constitui-se por um recinto alargado dividido em dois sectores:
- a parte superior constitui o castelo propriamente dito, com planta poligonal, datado da primeira metade do século XII, e do qual apenas se conservam vestígios, uma vez que foi arrasado pelo forte terramoto de Março de 1829.
- a parte inferior, de maiores dimensões, está cercada por uma muralha em estilo gótico, que sofreu importantes modificações no século XVI. Os elementos mais importantes são alguns troços dos seus sólidos muros, assim como as bases de alguns torreões e construções auxiliares. A área de maior valor arqueológico é a do chamado "Baluarte da Pólvora". A primitiva vila encontrava-se no interior desta cerca, até ao terramoto de 1829, quando foi transferida para o seu local actual.